# Okres Fürstenfeld
Fürstenfeld byl okres v rakouské spolkové zemi Štýrsko. Měl rozlohu 263,82 km² a žilo tam 22 940 obyvatel (k 1. 4. 2009). Sídlem okresu bylo město Fürstenfeld. Okres sousedil se štýrskými okresy Feldbach, Weiz, Hartberg a s Maďarskem. Okres se dále členil na 14 obcí (z toho 1 město a 2 městyse).
K 1. lednu 2013 byl spojen s okresem Hartberg a vznikl nový okres Hartberg-Fürstenfeld.